# 琉球水道公社

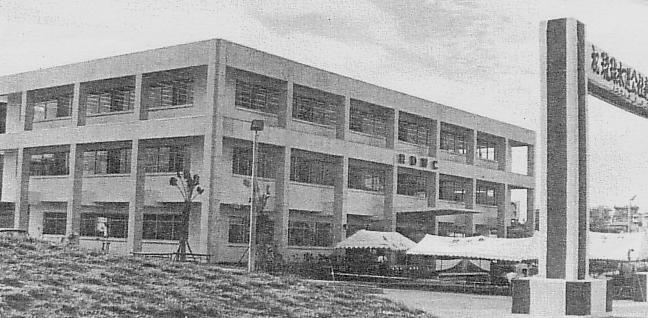
琉球水道公社庁舎

琉球水道公社（りゅうきゅうすいどうこうしゃ、Ryukyu Domestic Water Corporation）とは、琉球列島高等弁務官布令に基づく公社。沖縄本島の上水道の運営管理を担う組織として1958年に設立された。

## 概要
1958年9月4日に高等弁務官布令第8号に基づき琉球列島米国民政府の付属機関として設立された。組織は民政官のもとに理事会が置かれ、その下に執行機関として総裁及び三役と3部7課が置かれていた。具体的には総務部（総務課、用地課）、企画財務部（会計課、企画予算課）、工務部（技術課、保全課、浄水課）が置かれていた。
第二次世界大戦前の沖縄の水道事業は那覇市と名護市でのみ行われていたが、多くの住民は井戸、泉、雨水等を生活用水に利用していた。1945年に米軍が進駐すると那覇市泊浄水場及び導水管等を修復して近傍の軍施設に仮設給水管による水道供給を開始していた。1958年に米陸軍と琉球列島米国民政府の間の合意により「全島統合上水道（Integrated Island Water System）」として駐琉米国陸軍が主管し、これを同陸軍と公社の水道施設で浄水等を行うことになった。また公社と駐琉米国陸軍施設工兵隊との間で運営協定が結ばれ、公社水道施設の提供、生産原価による民間用水の分水、沖縄地区米国陸軍工兵隊による水道施設の建設などが決められた。
沖縄返還を前に、琉球水道公社は1971年8月1日に米陸軍施設工兵隊水道部から、1972年1月1日及び5月1日に海兵隊と米陸軍混成部隊からそれぞれ一部職員を引き継いだ。また、シュワーブダムなど主要な水道施設も琉球水道公社への移管が進められた。
復帰後は、沖縄県企業局に業務移管した。なお、最終年次報告書（1971年7月1日 - 1972年5月14日）は沖縄県企業局によって発行された。

## 沿革
- 1958年9月4日　琉球水道公社が設立。
- 1963年8月27日　米軍工兵隊が水道施設建設に関する公社の代行機関に指定される。
- 1966年1月1日　米国水道協会に加入。
- 1968年5月24日　米軍よりプラザ配水池が移管される。
- 1968年10月10日　米国海兵隊よりキャンプ・ハンセンダムが移管される。
- 1970年10月10日　総裁及び秘書役が日本水道協会第7回総会に出席する。
- 1972年2月1日　米国海兵隊雇用職員20人が公社に移管される。